# Cantón Santiago de Méndez
Santiago de Méndez es un cantón ubicado en la región oriente de la provincia de Morona Santiago. 
A unas pocas horas de Cuenca, provincia del Azuay, tiene un clima tropical húmedo, y está situado en una zona con abundante flora y fauna, recursos hídricos, minerales, y con una cultura nativa conocida como los shuar, presente también en Sucua, Macas y Logroño.
En la zona coexisten la nacionalidad shuar y los colonos, su descendencia (la mayoría de la población adulta mayor, es proveniente de la provincia del Azuay, que hace unos 50 a 60 años empezaron a poblar la región), la convivencia es armónica sin llegar a ser muy frecuente la mezcla de estas dos culturas, siendo la etnia shuar la que no habría sufrido mezcla durante la colonización española, por encontrarse en una región muy remota hasta estos días.
Las tradiciones que lleva la población de Méndez, son traídas desde la provincia del Azuay, a la vez que su alimentación se acopló en cuanto a los productos del oriente y a los de la costa; en cuanto a su agricultura, el banano o plátano, es cultivado comúnmente, ya que se adapta muy bien a estas tierras, sin que se pierda el rasgo de la comida serrana Ecuatoriana, como el mote por ejemplo, consumido en su mayor parte por las personas adultas.
Méndez, posee una exuberante biodiversidad, con bosques primarios, ríos en estado natural, y paisajes vegetales que contrastan con la pequeña civilización que se abre camino en ese paraje.
En cuanto a las comunidades shuar, estas se encuentran muy cercanas a Méndez (población 10% shuar y 90% mestiza), como Nungande, la más cercana en la región, ya no se puede ver nativos Shuar con la vestimenta o tradiciones ancestrales ya que se ha sufrido una aculturación occidental, por lo que a la vez se ve perdida la identidad, simultáneamente su aspecto es reconocible ya que en ellos se pueden apreciar rasgos asiáticos (como los ojos pequeños y cerrados) tez morena, y estatura mediana. 
Se cree que el Estado debe implementar un sistema de promoción de turismo en la región, para que de esta manera, este sitio paradisíaco, sea reconocido mundialmente. Tanto por su gastronomía, etnografía, historia y biología. 
Hace falta la infraestructura turística necesaria,  como para motivar los atractivos que posee este cantón amazónico, así como catastros, proyectos, capacitación en la población para conservar su identidad y mantener el lugar, siendo una obligación que debe ser llevada a cabo por el gobierno Autónomo Descentralizado, esto contribuirá al desarrollo de un turismo sustentable y digno de satisfacer las necesidades de ocio y recreación del mercado Nacional, Europeo y Norteamericano.

## Ubicación
El Cantón Santiago se encuentra ubicado en el centro geográfico de la Provincia de Morona Santiago, en el valle del río Upano; a 2° 40’ latitud Sur y 78° 17’ longitud Oeste.
- Límites: al norte con los cantones de Sucúa y Logroño, al sur con el cantón Limón Indanza, al este con los cantones Logroño y Tiwintza y al oeste por las provincias de Cañar y Azuay.

Extensión: 1.981 km² aproximadamente
Fecha de Fundación: 12 de julio de 1913

## División administrativa
El cantón Santiago se encuentra dividido en 7 parroquias: 6 rurales y 1 urbana
- Méndez (parroquia urbana)

- Copal
- Chupianza
- San Luis del Acho
- San Francisco de Chinimbimi
- Patuca
- Tayuza.

## Demografía
El cantón cuenta con dos grupos humanos bien definidos, la nacionalidad Shuar y los mestizos.
Población Total: 7886 
Población Urbana: 1873
Población Rural: 6013

## Hidrografía
Este cantón se ubica en la ribera del río Paute, cuyo sistema hidrográfico lo constituyen los 
ríos: Paute Negro, Upano y Namangoza que confluyen 
en el Santiago.

## Clima
Por encontrarse en un valle bajo y bastante cerrado, es predominante el clima húmedo tropical perseverante que le da las características propias a su vegetación. La temperatura media promedio es de 22,3 °C. La precipitación media anual de 2500 mm, presentando lluvias frecuentes de diciembre a julio.

## Altitud
La altitud media del cantón es de 650 m s. n. m., sin embargo la altitud de la cabecera Cantonal es de 484 m s. n. m.

## Principales Actividades
Ganadería, Agricultura, Comercio y en menor escala Turismo, siendo su mayor atracción turística sus festividades que se celebran del 5 al 12 de julio de cada año.

## Sistema Vial
Cuenta con ramal de la carretera Macas – Cuenca, vía principal que le permite comunicarse con los demás cantones de la provincia. 
Carretera Guarumales - Méndez - Puerto Morona, vía que conforma la llamada Vía Interoceánica.

## Flora y Fauna
Existe abundante vegetación tropical, con presencia de bosques primarios donde se encuentran árboles maderables de excelente calidad como: cedro, caoba, balsa, laurel, guayacán, copal, presencia de una gran cantidad de palmeras, plantas medicinales, orquídeas y plantas endémicas, así como frutos propios de recolección como la chonta, copoasa entre otras.
La fauna está conformada por 54 especies y 66 géneros que contienen especies de mamíferos como dantas, osos de anteojos, tigrillos, jaguares, nutria, guatusas, armadillos, etc., de aves como el colibrí, colibrí andino, cóndores, gallo de la peña, bombonera, colibrí gigante, pato zumbador, gallinazo rey, guacamayos, tucanes, pacharacas etc. 
En peces se cuenta con: bocachico, barbudo, pachi y otros también reptiles, insectos y anfibios, dentro de las cuales existen más de 14 especies de ranas todo esto demuestra que los bosques de este cantón constituyen verdaderos refugios de la vida silvestre.
Así mismo, destacamos la presencia del Parque nacional Sangay, declarado Patrimonio Cultural de la Humanidad y Reserva de la Biosfera, que alberga a varios ecosistemas con características propias de flora y fauna, incluyen especies endémicas y la presencia del volcán del mismo nombre, que permanece en constante actividad.

## Riqueza hídrica
En este cantón, en cuyo seno literalmente nace a través de sus afluentes, el gran río Amazonas, sobresale el río Upano, en cuyas riveras podemos encontrar fuentes de aguas termales y por sus características ictiológicas se presta para la práctica de deportes acuáticos de aventura.
La unión de los ríos Paute y Negro forman el Namangoza en cuyo cauce recibe las aguas del río Zamora desembocando en el río Santiago, el más caudaloso de la zona oriental, que además recibe las aguas de una parte de la serranía ecuatoriana.
Y una de las particularidades del área cantonal es la presencia de cascadas, especialmente en la parte sur donde se puede encontrar cientos de caídas de agua a lo largo de la cordillera, entre las caules destacamos a: Bomboiza 2, Culebrillas cuya caída alcanza los 100 m, El Churo,  Manto de Santa Elena,  Santo Domingo, Pescado chico, Pescado Grande, entre otros.